# Armand Salacrou
Armand Camille Salacrou (n. 9 august 1899, Rouen, Franța – d. 23 noiembrie 1989, Le Havre, Franța) a fost un dramaturg francez. Primele sale lucrări au fost sub influența suprarealismului. Este cel mai cunoscut pentru piesele de teatru L'Inconnue d'Arras și Boulevard Durand. Încurajat de Charles Dullin  a scris în numeroase stiluri.
În 1963, a fost președintele Festivalului de la Cannes, iar, în 1966, a fost membru al juriului Festivalului de la Cannes pentru filmul Un homme et une femme de Claude Lelouch.
A fost membru al Académie Goncourt.

## Piese de teatru
- 1923 : Magasin d'accessoires, Histoire de cirque, Le Casseur d'assiettes, Les Trente Tombes de Judas
- 1924 : La Boule de Verre
- 1925 : Le Pont de l'Europe
- 1925 : Tour à terre
- 1927 : Patchouli, ou Les Désordres de l'amour
- 1929 : Atlas-Hôtel, Les Frénétiques
- 1931 : La Vie en Rose
- 1933 : Une femme libre, Poof
- 1935 : L'Inconnue d'Arras
- 1936 : Un homme comme les autres
- 1937 : La terre est ronde (Pământul e rotund)[10]
- 1939 : Histoire de rire
- 1941 : La Marguerite (Marguerite)
- 1944 : Les Fiancés du Havre
- 1945 : Le Soldat et la sorcière
- 1946 : Les Nuits de la colère (Nopțile mâniei)
- 1946 : L'Archipel Lenoir, ou Il ne faut pas toucher aux choses inutiles (Arhipelagul Lenoir), Pourquoi pas moi?
- 1950 : Dieu le savait, ou la Vie n'est pas sérieuse
- 1952 : Sens Interdit, ou Les Âges de la Vie
- 1953 : Les Invités du Bon Dieu
- 1953 : Une femme trop honnête, ou Tout est dans la façon de le dire
- 1954 : Le Miroir
- 1959 : Boulevard Durand
- 1964 : Comme les Chardons
- 1966 : La Rue Noire